# قاعدة الثلاث (أفلح اليمن)

تعديل مصدري - تعديل

قاعدة الثلاث هي إحدى قرى عزلة بني يوس بمديرية أفلح اليمن التابعة لمحافظة حجة، بلغ تعداد سكانها 206 نسمة حسب تعداد اليمن لعام 2004.